# Hemina (biología)
Hemina es el nombre farmacológico para el grupo hemo (molécula de protoporfirina IX con un átomo de Fe3+).
La hemina resulta de la unión de la Protoporfirina IX con el átomo de hierro en su forma férrica, resultando una variante de la Hemoglobina incapaz de captar oxígeno, por lo que es inútil para el transporte del mismo.

Grupo Hemo.

## Características terapéuticas
Es un derivado de la hemoglobina y se utiliza como tratamiento de los ataques agudos de algunas porfirias más graves. 
Al tener una estructura compleja, por el momento es muy complicado de obtener de forma sintética en el laboratorio y, por lo tanto, su origen para fines terapéuticos es extractivo (se extrae de sangre humana, siendo una fracción menor del 2% de los glóbulos rojos).
Como medicamento, NORMOSANG® de los laboratorios Orphan Europe, tiene la hemina como principio activo. 
- Normosang, Orphan Europe (2007). «Web oficial de Orphan Europe para Normosang». Archivado desde el original el 28 de septiembre de 2007. Consultado el 21 de julio de 2007.